# 梅欽

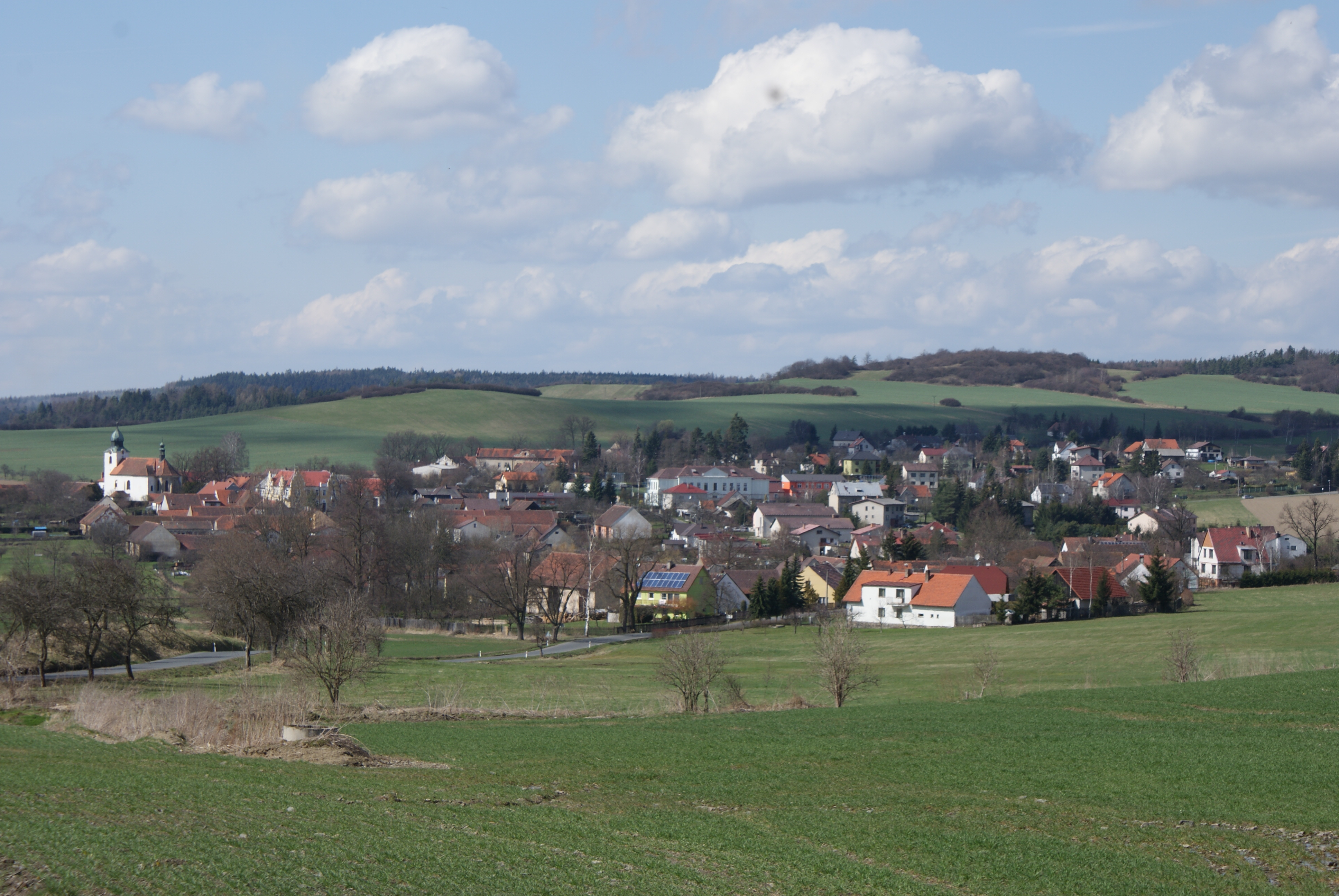

梅欽是捷克的城鎮，位於該國西部，距離克拉托維12公里，由比爾森州負責管轄，面積38.9平方公里，海拔高度475米，鎮上的銅礦和錫礦在十八世紀時開始運作，2015年人口1,148。